# Ontsira antica
Ontsira antica är en stekelart som först beskrevs av Thomas Vernon Wollaston 1858.  Ontsira antica ingår i släktet Ontsira och familjen bracksteklar. Arten är reproducerande i Sverige. Inga underarter finns listade i Catalogue of Life.